# Zora
Zora là một chi nhện trong họ Zoridae.

## Hình ảnh